# Orthonama densilineata
Orthonama densilineata är en fjärilsart som beskrevs av W. Warren 1907. Orthonama densilineata ingår i släktet Orthonama och familjen mätare. Inga underarter finns listade i Catalogue of Life.